# Lonnie Devantier
Lonnie Devantier (eigentl.: Lonnie Høgh Devantier Askou Kjer, * 28. November 1972) ist eine dänische Sängerin und Songwriterin.

## Leben und Wirken
Als Gewinnerin des 1990er Dansk Melodi Grand Prix durfte sie ihr Land beim Eurovision Song Contest 1990 in Zagreb vertreten. Mit dem Popschlager Hallo Hallo erreichte sie Platz acht. Ein Jahr danach erschien ihr Debütalbum Nu er det min tur. Danach wurde sie überwiegend als Songwriterin aktiv.
Unter ihrem wirklichen Namen Lonnie Kjer erschien 2009 noch einmal ein Album von ihr. Seit dieser Zeit singt sie bei der Pop-Rock-Band Dark & Dear.